# Oscar Raise
Oscar Raise (Gassino, 19 settembre 1952) è un ex altista italiano, ex primatista nazionale della specialità con la misura di 2,27 m stabilita a Bologna il 19 settembre 1979 nello stesso giorno in cui la saltarono Massimo Di Giorgio e Bruno Bruni (evento eccezionale per l'atletica leggera).

## Biografia
Nonostante la sua carriera fu ostacolata da infortuni, vanta ben due partecipazioni olimpiche a Montreal 1976 e Mosca 1980.

## Palmarès
- Argento ai Giochi del Mediterraneo di Spalato 1979
- (1981 all'aperto)